# Liman (système d'irrigation)
Pour les articles homonymes, voir Liman (homonymie).

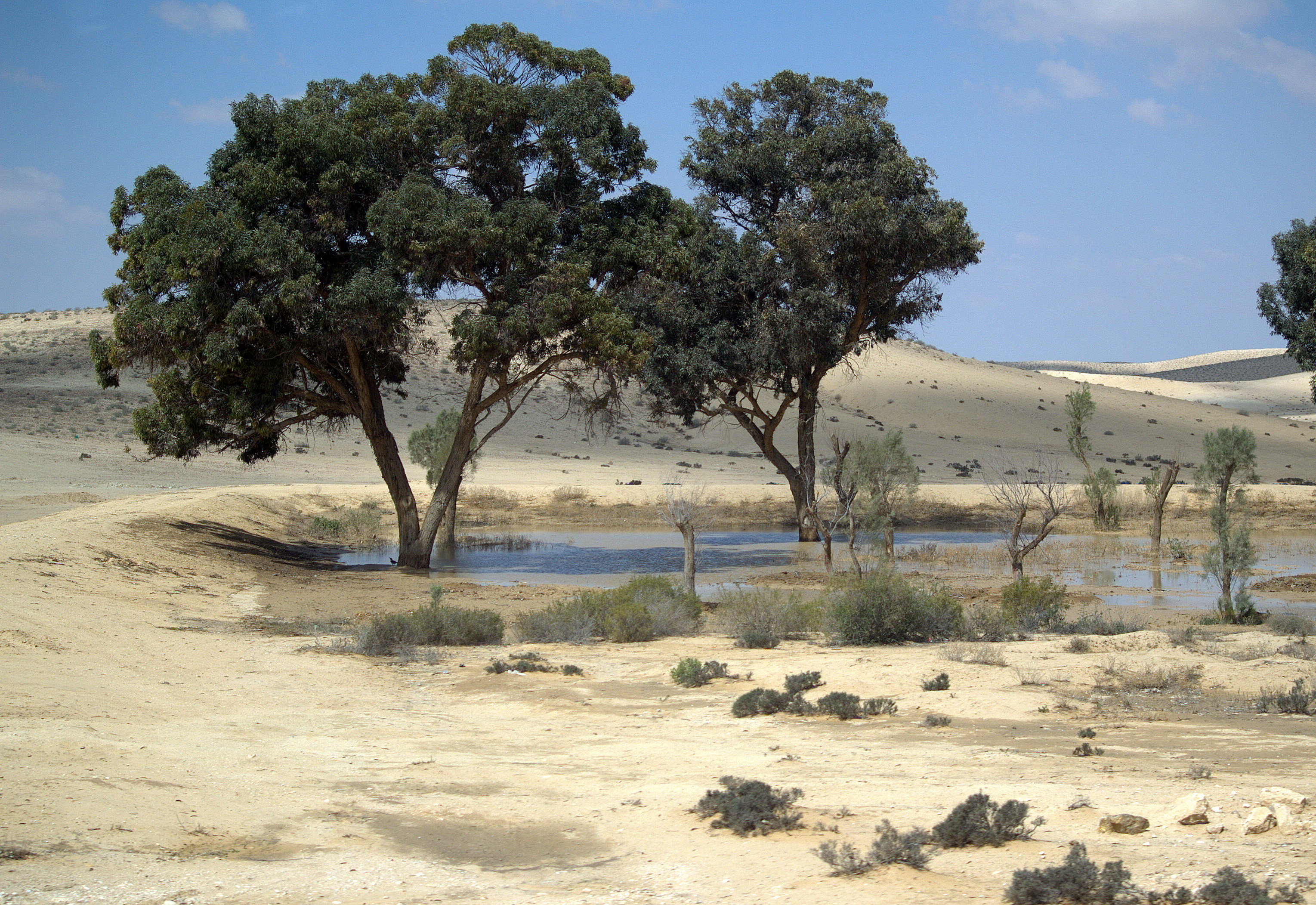
Un liman créé par la Fonds national juif dans le désert du Néguev.

Un liman (du grec λιμήν) en Israël est le nom d'une construction en terre artificielle utilisée pour collecter les eaux de crue en endiguant un oued du désert. Les eaux de ruissellement sont ralenties par le barrage, inondant ainsi une petite zone et permettant à l'eau de s'infiltrer dans le sol. De cette façon, un petit bosquet d'arbres peut être maintenu dans le désert. Le JNF-KKL finance la construction de limans dans le désert du Néguev.

## Introduction
Les limans ont été construits pour lutter contre la désertification sans épuiser les ressources en eaux souterraines, qui deviennent de plus en plus rares dans les écosystèmes arides. L'humidité résiduelle du sol peut être trouvée dans les lits de rivières asséchés (oueds) après les pluies, mais ces oueds sont sujets aux crues soudaines. Le résultat est une érosion massive des sols et la destruction des infrastructures. De plus, l'infiltration est insuffisante en raison de la vitesse de l'eau, même si le ruissellement pourrait permettre la croissance des arbres aux endroits appropriés. Le but de la construction de limans est d'arrêter les crues soudaines et d'augmenter l'infiltration d'eau, soutenant ainsi la croissance des espèces d'arbres résistantes à la sécheresse (en) et de la végétation en dessous.
Les limans sont des structures avec de petits barrages qui captent le ruissellement d'un oued pour contenir environ 400 à 600 mm d'eau, ce qui suffit à la croissance d'espèces d'arbres résistantes à la sécheresse. Les limans peuvent être construits partout où les oueds affluents [...] s'élargissent ou arrivent sur une grande plaine avec des terres arables potentielles [. . . ]. Un barrage de retenue est [...] construit pour retenir les eaux de ruissellement [. . . ]. Un déversoir régule le niveau de l'eau [...] pour éviter la destruction du barrage de retenue . La hauteur du remblai doit être de 3 à 4 fois la profondeur d'eau prévue et la sortie doit être sur le côté de l'écoulement principal pour empêcher un écoulement direct. De plus, les brouteurs devraient être exclus du site pour éviter le compactage du sol qui réduirait à son tour l'infiltration d'eau.

## Espèces d'arbres appropriées
En raison de sa croissance rapide Eucalyptus occidentalis (en), était principalement utilisé par le passé. Cependant, certaines études scientifiques ont donné de meilleurs résultats avec Eucalyptus sargentii (en). Dans l'ensemble, toutes les espèces résistantes à la sécheresse conviennent, telles que le tamarin, l'acacia, le prosopis, la pistache, l'eucalyptus, le palmier dattier et le caroube[réf. nécessaire] .

## Effets
Avant l'invention de Limans, leurs créateurs ainsi que les scientifiques s'attendaient à plusieurs impacts positifs et/ou négatifs:
- Ils s'attendaient à une salinisation négative du sol due au dépôt de sel et/ou à des taux d'évaporation élevés. Ce ne fut pas le cas[6].
- Séquestration du carbone: En raison de l'augmentation de la biomasse, une absorption de CO2 est attendue[7].
- Les scientifiques espéraient une absorption de méthane, mais elle ne pouvait pas être mesurée dans les limans. Au lieu de cela, ils trouvèrent une zone peu profonde de production de méthane[8].
- Parce que les croûtes du désert empêchent l'eau de pluie de s'infiltrer dans le sol, elles génèrent un ruissellement de surface qui peut entraîner des crues soudaines et une érosion des sols arables. Les limans empêchent à la fois la perte de ruissellement de surface et de la terre végétale, ainsi que les nutriments des plantes. En plus de cela, ils fournissent un endroit contrôlé pour déposer ces ressources[1].
- Jusqu'à présent, aucune recherche écologique n'a été menée sur la biodiversité dans les limans.